# Skulîn, Kovel
Skulîn (în ucraineană Скулин) este localitatea de reședință a comunei Skulîn din raionul Kovel, regiunea Volînia, Ucraina.

## Demografie
Componența lingvistică a localității Skulîn
     Ucraineană (99,47%)
     Alte limbi (0,53%)
Conform recensământului din 2001, majoritatea populației localității Skulîn era vorbitoare de ucraineană (99,47%), existând în minoritate și vorbitori de alte limbi.